# Шрейтерфельд, Карл Иванович
Карл Иванович Шрейтер фон Шрейтерфельд (нем. Karl Fabian Wilhelm von Schreiterfeld, 1761—1825) — российский командир эпохи наполеоновских войн, инженер-генерал-лейтенант

## Биография
Карл Иванович Шрейтер фон Шрейтерфельд родился 27 апреля 1761 года в поместье близ Пернова.
На службу вступил в 1775 году кондуктором 2-го класса при Инженерном корпусе. Ему поручали всевозможные работы в Москве, Киеве, Петербурге и многих других городах империи.

В 1796 г. был произведен в капитаны, а в 1799 г. в полковники. В том же году, по Высочайшему повелению, отправился с эскадрой вице-адмирала Пустошкина через Константинополь к Корфу, а оттуда в Кефалонию, для усмирения возникших там беспорядков. В 1801 г. Шрейтерфельд предпринял плавание к берегам Неаполя с эскадрой графа Войновича, потом пошел в Корфу, и наконец возвратился в Одессу. Награждён орденом св. Георгия 4 кл. 26.11.1802 
за 25 лет безупречной службы в офицерских чинах
.
В 1802 г. Шрейтерфельд был отряжен в Кинбурн, а в 1803 г. в Херсон, откуда в 1807—1808 гг. неоднократно производил осмотры крепостей, построенных в Крыму и на Днестре. В 1809 г. был командирован в Анапу, а в 1810 г. в Астрахань. В 1811 г. Шрейтерфельд произведен в генерал-майоры, а в 1812 г. назначен командиром крепостей Рижского инженерного округа.
15 января 1824 г. уволен в отставку по болезни с мундиром и полной пенсией с производством в инженер-генерал-лейтенанты.
Карл Иванович Шрейтер фон Шрейтерфельд скончался 6 января 1825 года в Риге.